# Johann Guritzer
Johann der Täufer Hermann „Hans“ Guritzer (* 19. Februar 1897 in Stadt Urfahr bei Linz; † 28. August 1932 in Vöcklabruck) war ein österreichischer Pilot und Flugpionier.

## Leben
Johann Guritzer verpflichtete sich bereits in jungen Jahren als Freiwilliger bei der k. u. k. Kriegsmarine und absolvierte ab 1911 in Pola deren Maschinenjungenschule. Nach dem erfolgreichen Abschluss diente er ab 1914 als Motorentechniker auf verschiedenen Schiffen. Während des Ersten Weltkrieges ließ er sich zum Marineflieger ausbilden und erhielt am 26. Juni 1918 sein Seeflieger-Diplom. Das Kriegsende unterbrach seine Karriere als Pilot; erst im August 1924 fand Guritzer eine Anstellung als Testpilot bei der Flugzeugbausparte der Daimler-Motoren-Gesellschaft (DMG) in Sindelfingen und übersiedelte nach Deutschland. Hier war er an der Erprobung der Typen Daimler L 15 und L 18 beteiligt. Weiterhin beteiligte er sich in den Jahren 1925 und 1926 mit Daimler-Konstruktionen an einigen Flugwettbewerben, beginnend mit einem Zugspitzenflug am 15. März 1925. Vom 31. Mai bis zum 9. Juni 1925 wurde der Deutsche Rundflug um den BZ-Preis der Lüfte ausgetragen. Guritzer nahm mit einer L 20 daran teil und startete zusammen mit drei weiteren Daimler-Piloten, darunter Bruno Loerzer, in der Leichtflugzeug-Klasse A und belegte mit 2947 störungsfrei zurückgelegten Kilometern den dritten Platz. Beim unmittelbar im Anschluss daran stattfindenden Otto-Lilienthal-Leistungswettbewerb in Adlershof siegte er mit seiner L 20 in den Sparten niedrigste Geschwindigkeit und größte Steigleistung. Einen international vielbeachteten Alpenflug über 2317 km führte er vom 6. bis 20. Februar 1926 in mehreren Etappen von Sindelfingen nach Budapest zusammen mit dem Luftfahrtjournalisten Werner von Langsdorff, der als Fluggast teilnahm, durch. Der Rückflug wurde bis zum 16. März absolviert.
Nach der Fusion der DMG mit Benz & Cie. zur Daimler-Benz AG ging Guritzer zurück nach Österreich und gründete 1926 zusammen mit dem Konstrukteur Wilhelm van Nes in Salzburg sein eigenes Flugunternehmen. Mit einer von Daimler gemieteten L 20 führte er Rundflüge mit zahlenden Fluggästen durch. Im folgenden Jahr erweiterte er das Unternehmen um eine Flugschule, die am 14. Mai ins Salzburger Handelsregister eingetragen wurde. In der Zwischenzeit hatte van Nes das mit einem 35-PS-Anzani-Motor ausgerüstete Kleinflugzeug A I konstruiert, das den Winter 1926/27 über gebaut und Anfang Mai das erste Mal geflogen wurde. Ein weiteres, die A II, folgte im weiteren Jahresverlauf. Bereits im folgenden August wurde die A I bei einer Bruchlandung beschädigt, aber bis 1928 wieder flugtüchtig hergerichtet. Aufgrund finanzieller Schwierigkeiten mussten Guritzer und van Nes ihre Firma noch 1928 schließen. Im folgenden Jahr wurde als dritte van-Nes-Konstruktion die A III fertiggestellt, mit der Guritzer sich die folgenden drei Jahre unter anderem durch Reklameflüge für die Schicht-Lever Bros GmbH in ganz Österreich seinen Lebensunterhalt finanzierte. Am 28. August 1932 zog er sich beim Absturz der A I in Vöcklabruck lebensgefährliche Verletzungen zu, denen er eine Stunde später im Allgemeinen Krankenhaus erlag.